# Condado de Sullivan (Tennessee)
O Condado de Sullivan é um dos 95 condados do Estado americano do Tennessee. A sede do condado é Blountville, e sua maior cidade é Bristol. O condado possui uma área de 1 113 km² (dos quais 43 km² estão cobertos por água), uma população de 153 048 habitantes, e uma densidade populacional de 143 hab/km² (segundo o censo nacional de 2000). O condado foi fundado em 1779.